# 城取り
『城取り』（しろとり）は、1965年に日本で製作された時代劇映画。石原プロモーション製作。

## スタッフ
- 製作：石原裕次郎、中井景
- 監督：舛田利雄
- 助監督：長井博
- 脚本：池田一朗、舛田利雄
- 原作：司馬遼太郎『城をとる話』
- 撮影：横山実
- 音楽：黛敏郎
- 美術：松山崇
- 録音：橋本文雄
- 照明：藤林甲
- 編集：辻井正則
- 衣裳考証：柳生悦子
- 製作担当者：桑原一雄
- 製作補：銭谷功、荒木貞哲
- スチール：斎藤耕一

## キャスト
- 車藤三：石原裕次郎
- 俵左内：千秋実
- お千：中村玉緒（大映）
- 白粉屋長次郎：芦屋雁之助
- 甚兵衛：藤原釜足
- 雲水：内藤武敏
- 刑部の娘摩耶姫：松原智恵子
- 若者頭与平次：鈴木やすし
- 渋谷典膳：今井健二
- 木樵彦十：石立鉄男
- 若侍：藤竜也
- 玉枝：磯部玉枝
- 大手棚の番士：芦屋雁平
- 若者頭源三郎：高山英男
- 中村圭之進：杉江弘(杉江廣太郎)
- 町年寄本家：河上信夫(河上喜史朗)
- 作山新兵衛：木島一郎
- 岡部甚衛門：長弘
- 町年寄新宅：峰三平
- 見張り役：八代康二
- ハナ：葵真木子
- 村六の勘八：黒田剛
- 町年寄はずれ：紀原土耕
- 老女中松：原恵子
- 若者：亀山靖博
- 船頭の老人：千代田弘
- 荒谷甫水
- 上杉家早馬の使者：山口博義(技斗担当)
- 伊達への早馬の使者：田中浩
- 近松克樹
- 渋谷辰雄(劇団喜劇座)
- 若者頭吉：山根久幸
- 十日野戎(劇団喜劇座)
- 大中英二
- 尾小山安治
- 藤井重俊
- 牧野児朗
- 前川忠夫
- 山本晃士郎
- 筒井浩二
- 前田正
- 山田裕
- 太田康人
- 大崎猛
- 三沢弥太郎
- 渡辺強
- 宮岡俊夫
- 五貫匁：水木京二(水木京一)
- 町の一家の主人：里実(大門実)
- 弥吉：村田寿男
- 祖母：鈴村益代
- 荒木五郎太：晴海勇三
- 伊達家の武士：柴田新三、河瀬正敏
- 女中：茂手木かすみ、和田美登里
- 山の野武士：宇仁貫三、上西弘次
- 女中：樽井釉子
- 山の野武士：木村博人、浅川孝二
- 直江山城守兼続：滝沢修
- 赤座刑部：近衛十四郎（東映）
- 以下ノンクレジット
- 富田一八：郷鍈治
- 志村助三：上野山功一
- 大手棚の番士：榎木兵衛
- 若者頭末松：市村博
- 渡し舟の客：宮沢尚子、新津邦夫
- 見張り番：本目雅昭
- 大手棚番士：瀬山孝司
- 女中・機屋の町の住人：水城英子
- 女中：本間節子
- 機屋の町の住人：緒方葉子、若葉めぐみ(椿麻里)、高山千草
- ナレーター：二谷英明

## 同時上映
- 『あばれ騎士道』